# Kakumeiki Valvrave
Kakumeiki Valvrave (革命機ヴァルヴレイヴ Kakumeiki Varuvureivu?, lit. ´´Máquina Revolución Valvrave´´) (también conocido como Valvrave The Liberator) es una serie de anime del género mecha producida por Sunrise. Ilustrada por Katsura Hoshino, dirigida por Kō Matsuo y escrita por Ichirō Ōkouchi, quien escribió Code Geass y la adaptación al anime de Angelic Layer. La serie se estrenó en MBS el 12 de abril de 2013. El anime se reprodujo sin subtítulos en inglés y se trasmitió en Crunchyroll. La serie de anime fue licenciada para Norteamérica por Aniplex of America. La serie finalizó el 28 de junio con 12 episodios, su segunda temporada se estrenó el 10 de octubre y finalizó el 27 de diciembre del mismo año.

## Argumento
La historia tiene lugar en un futuro denominado el año 71 del calendario real (真 Shinreki ? ). En este futuro el 70% de la totalidad de la raza humana finalmente ha emigrado desde la Tierra a otros planetas del Sistema Solar o a plataformas Dyson sphere, construidas alrededor del sol. La humanidad está dividida entre dos superpotencias;  Dorushia (FMD) (ドルシア軍事盟約 Dorushia Gunji Meiyaku Renpo ? ) y los Estados Unidos del Anillo Atlántico (环大西洋 Kan Taiseiyō Gasshūkoku ? ) (ARUS), justo en medio existe un pequeño país neutral llamada JIOR Jiōru ? ) Que ha prosperado económicamente. En el mismo año,  Dyson sphere, construido por JIOR, es invadido por las fuerzas militares Dorushian.
Haruto Tokishima, un estudiante de la Escuela Sakimori en el "Módulo 77", descubre durante la invasión un misterioso y poderoso mecanismo robótico llamado Valvrave (ヴァルヴ Varuvureivu ? ), el cual utiliza para defender el módulo de la invasión de Dorushian,  que se está perpetrando sobre JIOR en ese momento. Después de repeler la invasión, los habitantes de Jior se enteran de que tanto Dorushia y como los ARUS tienen la intención de apoderarse del Valvrave a toda costa, incluso si esto requiere el sacrificio de la vida de los habitantes del módulo 77, debido a esto los estudiantes de la Escuela Sakimori declaran al Módulo 77 un estado independiente y abandonan el territorio de JIOR. Poco después, otros Valvraves son encontrados en las profundidades del módulo, siendo reclamados por algunos de los otros estudiantes que se incorporan a la lucha de Haruto para proteger su nuevo hogar.

## Terminología

### Unidades Valvrave
Los Valvraves son armas humanoides descubiertas en el Módulo 77 de JIOR. Cuando un piloto entra por primera vez es un Valvrave, la consola del ordenador le pide (a través de texto) si él/ella está dispuesta a renunciar a su humanidad. Si la respuesta es sí, el piloto es inyectado con una sustancia desconocida que le otorga poderes especiales y permiten que él/ella puedan pilotear el Valvrave. La inyección permite a él/ella recuperarse rápidamente de las heridas fatales. Además, él/ella ganan la habilidad de transferir su mente en otro cuerpo, dejando inconsciente el cuerpo original al morder el otro cuerpo por la piel. Sin embargo, si el piloto no es compatible con el sistema de Valvrave, él/ella se inyecta y explota, por lo tanto muere. Las Unidades Valvrave cuentan con una capacidad muy superior a cualquier otra máquina desarrollada por la humanidad, pero que están sujetas a un sobrecalentamiento en el uso extendido y se rinde sin moverse durante un tiempo cuando sucede, pero esta debilidad se aborda mediante el uso de dispositivos de refrigeración, mientras que la unidad de Haruto VVV-I Puede sobre calentarse y realizar un ataque devastador antes de apagarse. Todavía no se sabe si alguna de las otras unidades tienen esta función o donde se originó la tecnología Valvrave, pero parece estar directamente relacionado con la administración de la Academia Sakimori ya que los estudiantes están al parecer preseleccionados para la compatibilidad con los Valvraves. Cain se refiere a los Valvraves como entidades que sugiere que pueden ser más que simples máquinas. Se dio a entender que otras dos unidades aparecerían más adelante en la serie, el aumento de su número total de siete, cada uno pintado como uno de los colores del arco iris.
RM-011 Valvrave 1/VVV-I "Hito"
Unidad-1 de color rojo. Equipado con la matriz estándar de primeros trimestres/armamento de largo alcance/defensa, que es una unidad especial que pone el poder de las armas humanoides a otro nivel. La unidad puede emitir una luz que tiene la propiedad inusual de la solidificación (Solid Afterglow). Es la única unidad que posee el poder de sobre calentarse sí mismo con el fin de desplegar un ataque potente, capaz de acabar con toda una flota de Dorushia, el "Harakiri Blade". La unidad también parece ser el único con lo que parece ser una IA(Inteligencia Artificial), es actualmente desconocido lo inteligente y autoconsciente que es. En el capítulo 12 se habla y se refiere a la IA del VVV-II como su hermano. Pilotado por Haruto Tokishima.
RM-020 Valvrave 2/VVV-II
Unidad-2. Posee una IA similar al VVV-1 (que al parecer es su hermano). Sus capacidades son desconocidas. Originalmente estaba en un tubo, y se cree que está incompleta. Actualmente es un cuerpo con llamas misteriosas verdes que sobresalen, que actúan como miembros. Pilotado por Caín.
RM-031 Valvrave 3/VVV-III "Hikaminari"
Unidad-3 de color amarillo, también conocido como "Nobu Lightning". Utilizado para el combate de asalto pesado, está equipado con dos Armstronger Cannons, brazos gigantes que actúan como brazos extra y cañones de proyectiles de largo alcance. Cada uno de los brazos se puede dividir en 4, que puede ser utilizado para mantener armas extra llamado Dai armas durante el combate. También está equipado con el Chain Saucer en la espalda para el fuego de larga distancia adicional. Pilotado por Raizo Yamada "Thunder".
RM-047 Valvrave 4/VVV-IV "Hinowa"
Unidad-4 de color verde, también conocida como "Carmilla". Una unidad de asalto de alta velocidad se especializa en la alta movilidad. Equipado con unas Multi-leg Spines en la armadura de la espalda que parece falda, que se parece a un frac de su silueta en tonos verdes, lo que le permite maniobrar mejor en el espacio misteriosamente saltando por plataformas verdes que aparecen de la nada y desaparecen así. Además de las piernas, que también está equipado con los Spindle Knuckle, el equipo de capacidad especial en ambos hombros y se puede desmontar y utilizar como armas de combate. Pilotado por Saki Rukino.
RM-056 Valvrave 5/VVV-V "Hiuchiba"
Unidad-5 de color azul. Diseñado como una unidad de defensa a larga distancia y está cubierto de pies a cabeza con una armadura adicional. El material transparente que comprende gram parte de la habilidad especial equipo de IMP se compone de Clear Fossils, cuya dureza mayor que la de cualquier material de blindaje. También está equipado con la Bolt Phalanx, dos flechas viga en sus brazos para el combate a distancia larga. Pilotado por Kyuma Inuzuka.
RM-069 Valvrave 6/VVV-VI "Hiasobi"
Unidad-6 de color indigo. Se creó para ser utilizado como una unidad de apoyo, tiene un aire de misterio. Su arma, Humming Bird, que aparece como una mezcla entre una vara y un martillo, tiene una habilidad especial para introducirse en cualquier sistema de manera sencilla, lo que ocurre si el objetivo entra en el círculo verde, si no, entonces el hackeo falla. Está equipado con las Fan Talons de combate cuerpo a cuerpo. También está repleta de múltiples Sense Nerves llamados shinrabansho, que proporcionan funciones de sensor para todas las armas humanoides. Pilotado por Akira Renbokoji.

### Unidades de Dorushia
Nw507Be Waffe / Nw507Un Unmmaned Waffe
La Fuerza Principal del Ejército de Dorushian, las unidades de producción masiva, equipado con grandes escudos Eisen Geis y retráctil Duquennoy Cannon. Existen dos tipos: la versión tripulada, que trae a la mente un corpulento animal, dos ojos, y un tipo de avión, la versión no tripulada. Por lo general se emplean en los escuadrones de tres piezas compuestas de una de tripulados y una de no tripulados. Sus antebrazos son unidades de armas modulares que se pueden intercambiar para proporcionar armamento de flujo, las armas de proyectil, primeros trimestres armamento, etc.
Er114 Ideal-Class Mechanized Annihilator
Armas estratégicas preciadas del Ejército Dorushian. Su maniobrabilidad tanto en el espacio como en el aire desmienten su gran tamaño y sus capacidades de combate supera todos los conceptos armas existentes. Son pasos agigantados por delante de cualquier otro país. Existen múltiples variaciones, adaptado a los pilotos o los comandantes específicos.

### Unidades de ARUS
Splicer Z-TYPE
Un luchador de todos los medios desarrollado por el Ejército de ARUS. Independientemente de la configuración, una pistola de haz flexible que cuenta con una amplia gama de incendios se encuentra en el ala principal. Empalmadores están diseñados en torno a un sistema en el que múltiples alas están unidos a un bloque de núcleo principal universal y la Z-Type es la especificación de alta maniobrabilidad.
Splicer G-TYPE
El G-Type tiene múltiples alas amplias unidas al bloque Core principal, y son adecuados para tareas de bombardeo que se centran en las municiones físicas. Además, ambos tipos Empalmador se basan en JIOR, y durante la invasión Dorushian de módulo 77, Z-Tipos se desplegaron y dedicaron con Waffe.

## Personajes

### Personajes principales
Haruto Tokishima (時縞 ハルト Tokishima Haruto?)
Seiyū: Ryōta Ōsaka
Él es un estudiante de secundaria que siempre trata de evitar los problemas, afirmando que la lucha no es la mejor manera de lidiar con los problemas. Así, se muestra como una persona alegre y muy amable, está enamorado de su amiga Shoko. Durante la invasión Dorushian,   Shoko presumiblemente es golpeado por un Unidad de Dorushia, insitándole a buscar venganza con el arma humanoide misteriosa llamada Valvrave. Una vez a bordo del Valvrave Uno (codificado como VVV-I), una pregunta se le aparece en la consola que le preguntara si desea "renunciar a su humanidad", y Haruto sólo logra hacer que se mueva al responder positivamente, luego de ser inyectado con algún tipo de sustancia. Esta sustancia no sólo le permite controlar el Valvrave, sino también le da capacidades regenerativas especiales que le permiten sobrevivir a las heridas que podrían ser fatales para los humanos comunes, así como la posibilidad de transferir su conciencia al cuerpo de otra persona, al morder la piel desnuda de una persona , dejando su cuerpo inconsciente hasta que regrese a él mismo. Después de saber que Shoko sobrevivió, decide declarar sus sentimientos hacia ella, pero luego decide no hacerlo, considerando indigno de estar con ella. Al final del episodio 11 le pide a Saki Rukino que se case con él para compensar el ataque del episodio anterior, pero fue rechazado. En el episodio 12, recibe el nombre de "Tercera Generación" por Caín. En el capítulo 21 confiesa que sigue amando a su amiga Shoko y que eso no cambiara.
L-elf (エルエルフ Eruerufu?)
Seiyū: Ryōhei Kimura
Un agente secreto de los militares Dorushian. Él es un excelente estratega y su habilidad innata para el cálculo de posibilidades se ha hecho referencia a ser casi profético en la naturaleza. Su nombre significa L11 en alemán. L-elf es conocido por ARUS como el "One Man Army (El ejército de un solo hombre)"  por haber matando a casi 5.000 soldados de una sola mano. Siempre lleva consigo una foto de la princesa Dorushian Liselotte que le había salvado la vida cuando era más joven, y al parecer aprecia, con su cuerpo visiblemente llorando por reflejo cuando Haruto había poseído su cuerpo. Es considerado un traidor por Dorushia debido a las acciones de Haruto, mientras que él controló su cuerpo, y se quedó varado efectivamente en el módulo 77. Con el pretexto de que tiene la intención de llevar a cabo una revolución en Dorushia, trata de convencer a Haruto de convertirse en su aliado. Al explorar las profundidades del módulo 77 que descubre las otras Unidades Valvrave, y en secreto lleva Saki y Haruto a ellos, mientras que también estaban explorando el Módulo 77. De este modo, se calcula que Saki trataría de pilotar una de las Unidades Valvraves, que lo hace. Al ver que ella se mantiene a salvo y obtiene éxito al pilotar el Valvrave, es el primero en descubrir el laboratorio secreto bajo la Academia Sakimori, pero no fue por casualidad, debido a los estudiantes que cumplen algún requisito para poder pilotar los Valvraves. Se revela en el episodio 12, que fue entrenado por un hombre llamado Caín.
Shōko Sashinami (指南 ショーコ Sashinami Shōko?)
Seiyū: Asami Seto
La hija del primer ministro de JIOR y la amiga de la infancia de Haruto. Ella es muy leal a sus amigos y de buen corazón. Parece corresponder los sentimientos de Haruto por ella, pero cuando este intenta confesarle dichos sentimiento son interrumpidos por la invasión Dorushian, y su presunta muerte fue la razón de Haruto para pilotar el Valvrave. Con el resto del país bajo el control de Dorushia y después de la traición de ARUS, convence a los demás estudiantes para establecer el módulo de la Academia Sakimori como un estado independiente llamado New JIOR, utilizando el Valvrave como ventaja frente a las dos superpotencias. Su personalidad alegre apareció para romper en cierta medida después de ver morir a su padre en un monitor, sin poder hacer nada para ayudarlo. Ella es la primera persona en hacerse amiga de Akira Renbokoji, y su intento fallido de rescatar a su amiga, Akira se convertirse en un piloto Valvrave.
Saki Rukino (流木野 サキ Rukino Saki?)
Seiyū: Haruka Tomatsu
Una idol popular que ha crecido al margen debido a su carrera siendo en espera, por culpa de su ser frío y que ella odia tratar con otras personas. Ha dado a entender que puede tener sentimientos románticos por Haruto. Ella es una de las pocas personas que conocen el poder de Haruto. Ella y Haruto descubren las otras Unidades Valvrave ocultos en el Módulo 77. Saki entra en la cabina y se convierte en el piloto de Valvrave Cuatro (codificado VVV-IV), a lo que ella denomina "Carmilla", además de ser inyectada con la misma sustancia que Haruto ganando así las mismas capacidades que él. En el episodio 10, Haruto, "poseído" por el Valvrave la viola sexualmente; entonces él le propone matrimonio en el episodio 11 con el fin de asumir la responsabilidad, para su sorpresa ella se niega con la excusa de que era normal que un ídolo como ella, con tal de mantener su imagen no pudiera estar atada a una sola persona, pero la verdad fue porque Haruto está enamorado de Shoko.

### Academia Sakimori
Kyūma Inuzuka (犬塚 キューマ Inuzuka Kyūma?)
Seiyū: Yūki Ono
Kyuma es un estudiante de secundaria y muy fiable para Haruto y sus compañeros de clase. Él está constantemente pensando en maneras de hacer dinero y esperanzas de convertirse en un hombre muy rico en el futuro. Kyuma es uno de los amigos de Haruto en la escuela y uno de los primeros en presenciar el poder de Haruto. Después de enterarse de la muerte de Aina, se convirtió en un piloto de Valvrave Cinco (codificado VVV-V) para vengarla.
Aina Sakurai (櫻井 アイナ Sakurai Aina?)
Seiyū: Ai Kayano
Aina es muy cariñosa, es una estudiante de primer año de la Academia Sakimori . Ella es muy tímida y capaz de conectar con Saki, que por lo general le gusta aislarse de todos los demás estudiantes. Aina es otro amigo de Haruto y uno de los primeros en aprender sobre el poder de Haruto. Ella murió en el fuego cruzado entre Q-vier y L-elf, mientras se escondía donde estaban los Valvrave.
Marie Nobi (野火 マリエ Nobi Marie?)
Seiyū: Misato Fukuen
Marie es la mejor amiga de Shoko. Contrariamente a su apariencia infantil, Marie es muy madura emocionalmente y nunca tiene miedo de dejar que los demás sepan sus opiniones.
Yūsuke Otamaya (霊屋 ユウスケ Otamaya Yūsuke?)
Seiyū: Hiroyuki Yoshino
Yusuke es el líder del Club de la Cultura de los chicos. Él está muy bien informado acerca de la mecánica de las máquinas y la física que hace que los demás lo consideran una especie de nerd. Él y Raizo trabajan juntos para arreglar los controles de temperatura en el módulo 77.
Raizō Yamada (山田 ライゾウ Yamada Raizō?)
Seiyū: Yūichi Nakamura
Raizo es el delincuente academia. Lo apodan "Thunder" de la banda de inadaptados que él dirige. Él tiene un mal genio, pero se preocupa por sus amigos. Él ayuda a Yusuke para fijar los controles de temperatura en el módulo 77. Se convirtió en el piloto de Valvrave Tres (codificado VVV-III) con el fin de vengar a su amigo.
Satomi Renbōkoji (連坊小路 サトミ Renbōkoji Satomi?)
Seiyū: Daisuke Namikawa
Satomi es el presidente del consejo de estudiantes y hermano de Akira. Demuestra una disposición de elite, pero suele ser impotente en situaciones de crisis.
Takahi Ninomiya (二宮 タカヒ Ninomiya Takahi?)
Seiyū: Minako Kotobuki
Takahi es una persona mayor y el líder del club de deportes de las Niñas en Sakimori Academia. Ella está muy orgullosa de ser llamada Miss Sakimori durante los últimos 2 años en la escuela. Ella puede ser una chica rica arrogante a veces.
Akira (アキラ Akira?)
Seiyū: Aoi Yūki
Akira es una hacker tímida, pero la técnica que opera varios ordenadores ocultos en cajas de cartón en una zona oculta en la academia y es esencialmente un Hikikomori . En el pasado ella fue intimidada en la escuela, por razones desconocidas, lo que lleva a su estilo de vida actual y temiendo el mundo exterior. Ella fue la que publicó el video de Haruto pilotando inicialmente el Valvrave a la red. En el episodio 12, después de superar sus temores pasados y abraza a su nueva amistad con Shoko, que se convierte en el piloto de Valvrave seis (codificado VVV-VI).
Takumi Kibukawa (貴生川 タクミ Kibukawa Takumi?)
Seiyū: Wataru Hatano
Takumi es un instructor de física en la Academia Sakimori, pero a causa de su actitud distante hacia todo y el tono muy informal, a muchos les resulta difícil verlo como un miembro de la facultad. Parece conocer a uno de los científicos que habían trabajado en el programa Valvrave. Más tarde se revela que él y el resto del personal en la academia (con la excepción de Rion Nanami) y los adultos del módulo 77 eran soldados JIOR.
Rion Nanami (七海 リオン Nanami Rion?)
Seiyū: Yui Horie
Rion es una maestra en formación en Sakimori Academia. Ella es un poco de un cabezal de aire a veces y es el único miembro de la facultad que no participan en el proyecto Valvrave. Su dulce personalidad y características físicas atractivas la hace popular entre los estudiantes varones.
Iori Kitagawa (北川 Kitagawa Iori?)
Seiyū: Kiyono Yasuno
Es el vicepresidente del consejo de estudiantes.
Juuto Bansho (番匠 Bansho Juuto?)
Seiyū: Hiroyuki Takanaka
Eri Watari (亘理 Watari Eri?)
Seiyū: Asami Sanada
Lily Yamamoto (山元 Yamamoto Ririi?)
Seiyū: Haruka Kimura
Youhei Onai (女井 Onai Youhei?)
Seiyū: Ryota Asari
Seiya Uesugi (上杉 Uesugi Seiya?)
Seiyū: Shigeyuki Susaki
Toru Miyamachi (宮町 Miyamachi Tooru?)
Seiyū: Takuya Matsumoto
Midori Akashi (赤石 Akashi Midori?)
Seiyū: Chika Anzai

### Federación Militar de Dorushia (FMD)
A-drei (アードライ Ādorai?)
Seiyū: Jun Fukuyama
Un agente Dorssian con una fuerte rivalidad con L-elf. Su nombre significa A3 en alemán. Él pierde su ojo izquierdo cuando L-elf le disparó porque había estado poseído por Haruto, y lo ha reemplazado por uno artificial. Se cuela a bordo del módulo 77 en una misión de infiltración y para vengarse de L-elf. Se dio a entender que A-Drei puede ser un príncipe.
H-neun (ハーノイン Hānoin?)
Seiyū: Mamoru Miyano
Otro agente Dorssian. Él tiene una personalidad brillante y violento. Él es un creador de ánimo de las tropas, a pesar de que puede ser fácilmente provocado. En el episodio 10 que se encuentra por Kriemhild buscando en la oficina de Caín por razones desconocidas. Su nombre significa H9 en alemán.
X-eins (イクスアイン Ikusuain?)
Seiyū: Yoshimasa Hosoya
Otro agente Dorssian. Él es muy respetuoso hacia su jefe Caín. Su nombre significa X1 en alemán. X-eins ha demostrado ser un estratega experto, capaz de encontrar puntos débiles en un enemigo después de sólo observarlo en la batalla una vez que el desarrolla contramedidas para futuras batallas.
Q-vier (クーフィア Kūfia?)
Seiyū: Yūki Kaji
Es un chico joven, radical que disfruta de la guerra como si fuera un juego y que no duda en matar, que busca cualquier oportunidad de pelear o matar al punto que iba a desobedecer a su superior. Su nombre significa Q4 en alemán.
Cain (カイン Kain?)
Seiyū: Daisuke Ono
Comandante de la Federación Militar Dorushia. Él tiene una marca en el cuello que se relaciona con el Valvrave, y al parecer sabe algo acerca de la fuente de alimentación de los Valvrave. En el episodio 12, parece que él enseñó L-Elf, y que llevó a VVV-I es el hermano mayor de IA llamado azul. Luego más tarde lo utilizó con el fin de tomar y pilotar el VVV-2. Dice que es un miembro de Magius, una organización que gobierna el mundo de las sombras (Según lo dicho por él).
Kriemhild (クリムヒルト Kurimuhiruto?)
Seiyū: Nana Mizuki
Kriemhild es la mano derecha y fiel ayudante de Caín. Ella es una chica joven, hermosa y un excelente soldado de élite que se graduó de la academia de la federación militar de Doruchia con calificaciones sobresalientes. Su orgullo es tan grande como su poder. Ella ha llegado a cuestionar las acciones de Caín después de no informar de la deserción de L-elf.
Liselotte (リーゼ Rizerotte?)
Seiyū: Aki Toyosaki
La princesa de Dorssia. Ella salvó la vida de L-Elf, cuando era un niño. Además, es una Magius que se opone al Consejo de los 101.
Manninger (Maninga?)
Seiyū: Kunpei Sakamoto
Delius Wartenberg (デリウス·バーテン Deriusu Bātinreku?)
Seiyū: Katsuyuki Konishi
Amadeus K. Dorssia (アマデウス Amadeusu Kei Dorushia?)
Seiyū: Takehito Koyasu
Führer de Dorssia. Es miembro de Magius.

### Estados Unidos del Anillo Atlántico (ARUS)
Figaro (Figaro?)
Seiyū: Koji Yusa
Un senador de ARUS. Dice que ayudará a los estudiantes evacuar, pero solo está interesado en el Valvrave y los intentos de abandono de los estudiantes de la Escuela Sakimori para asegurar Valvrave. Es asesinado mientras que a bordo de un buque ARUS cuando se trata bajo el ataque de la Unidad Ideal de Q-Vier.
Presidente ARUS (ARUS大 Arusu Daitoryo?)
Seiyū: Taketora
Presidente del Atlántico anillo de los Estados Unidos. Es miembro de Magius.

### JIOR
Ryuuji Sashinami (指南 Sashinami Ryuuji?)
Seiyū: Takaya Kuroda
El ex primer ministro de la JIOR y el padre de Shoko. Es condenado a muerte por el Tribunal Militar 54a Dorssian para engañar a las naciones sobre la neutralidad de la JIOR en la guerra, mientras que secretamente permitió el Proyecto Valvrave. Más tarde se ve amenazada por el almirante Wartenberg para que Shoko entregue los Valvraves a Dorushia. Mientras Shoko lucha por tomar una decisión, ya acepta su destino y trata de Shoko tener confianza en su capacidad como líder y su muerte cuando el Valvrave Uno destruye la flota de Dorushia.

## Contenido de la obra

### Anime
El anime es producido por Sunrise. Está dirigido por Ko Matsuo, escrita por Ichiro Okouchi , y cuenta con diseños de personajes originales de Katsura Hoshino. La serie se estrenó en MBS (Animeism bloque) el 12 de abril de 2013. La serie de anime ha sido licenciado en Norteamérica por Aniplex de América y se transmite con subtítulos en inglés por Crunchyroll y Hulu . La serie de anime tendrá una duración de dos temporadas, con la segunda previsto su estreno en octubre de 2013.

### Medios impresos
Una versión manga One-Shot de la serie de Karega Tsuchiya fue publicado en la edición de julio de 2013 de la revista Shueisha's Jump Square. Un manga escrito por Ichiya Sazanami comenzara la serialización en la edición de agosto de 2013 de la revista ASCII Media Works' Sylph. Además, un manga centrado en la historia a fondo de Saki Rukino, escrito e ilustrado por Yutaka Ohori, comenzara la serialización en la edición de agosto de 2013 de ASCII Media Works' Dengeki Daioh.
Una novela ligera adaptación comenzó la serialización en la edición de julio de 2013 de la revista ASCII Media Works' Dengeki Hobby. Está escrito por Yomoji Otono e ilustrado por Yugen.